# بيتريسا سوليا
بيتريسا سوليا (مواليد 11 مارس 1994) هي لاعبة تنس طاولة ألمانية، حصلت على الميدالية الفضية في الألعاب الأولمبية الصيفية 2016 في منافسة الفرق.